# Jaruco
Jaruco es un municipio de la Provincia de Mayabeque en Cuba. Situado a unos 130 km al sudeste de La Habana.
El municipio limita al norte con el municipio Santa Cruz del Norte, al sur con San José de las Lajas (capital de Mayabeque). Al este con el municipio Madruga y al oeste con el municipio de Habana del Este. Tiene una extensión territorial de 275,7 km². Fundado en 1770 como ciudad condal por orden real.
El nombre de Jaruco proviene de la voz indígena Axaruco que significa corriente de agua dulce, relacionado con el río de igual nombre, el mayor de la costa norte y este de La Habana que desemboca en la Boca de Jaruco. La superficie del municipio abarca porciones de las Alturas Habana-Matanzas, en particular las elevaciones de las «Escaleras de Jaruco» de gran valor paisajístico y explotación turística (Hotel, Base de Campismo), al igual que el valle de Bainoa, una llanura intensamente cultivada con caña de azúcar conocida por sus bajas temperaturas en el invierno.
Durante la guerra de Independencia fue tomada la ciudad por el general Antonio Maceo, siendo quemada por sus órdenes el 18 de febrero de 1896. Posteriormente Jaruco sufrió las consecuencias de la política de Reconcentración de Valeriano Weyler que hizo mermar considerablemente la población del término municipal.
Además del pueblo de Jaruco (aproximadamente 9.000 hab.), el municipio incluye los poblados urbanos de San Antonio de Río Blanco, Caraballo y Bainoa.
Las actividades económicas se basan en la ganadería y la agricultura. En Jaruco también reside el principal centro de comunicaciones vía satélite del país (Estación Terrena Caribe). Jaruco es una estación en el Ferrocarril Central de Cuba.
También se puede destacar el estrecho vínculo entre Jaruco y los indianos, españoles que emigraban a Cuba a hacer riqueza en empresas tabaqueras o azucareras. Un ejemplo es Nicolau Font i Maig, español que migró a Jaruco para después volver a su pueblo natal Lloret de Mar. Parte de su legado puede verse en Can Font, edificio que construyó después de su llegada a España.